# بيرسي كامبل
بيرسي كامبل (26 ديسمبر 1887 في المملكة المتحدة - 18 مارس 1960 في المملكة المتحدة) (بالإنجليزية: Percy Campbell)‏ هو لاعب كريكت بريطاني وبريطاني (وحمل سابقاً جنسية المملكة المتحدة لبريطانيا العظمى وأيرلندا). لعب مع نادي مقاطعة ساسكس للكريكت ‏.

## وصلات خارجية
- بيرسي كامبل على موقع إي آس بي آن كريك إنفو (الإنجليزية)